# Fairmont (Illinois)
Fairmont – jednostka osadnicza w Stanach Zjednoczonych, w stanie Illinois, w hrabstwie Will.